# 필서신
필서신(畢庶信, 비수신, 삐수신, 1958년 11월 13일 ~ )은 인천광역시에서 출생한 대한민국의 화교 출신 무술가이다.

## 생애와 무술
대한민국 경기도 인천시(현 인천광역시)에서 중국인 부모 사이에서 출생한 화교 2세로 어린 시절 무당파 팔괘장(八卦掌)의 고수였던 화교 사부 유순화(劉順華)를 만나 본격적으로 중국무술 수련을 시작했다. 1977년 중화민국 타이완에서 열린 중국무술대회의 심판으로 참가한 사부 유순화를 따라간 자리에서 당대 소림 홍가권(洪家拳)의 고수 장커치(張克治, 장극치)가 시연한 홍가권의 권법 취권(醉拳)과 사권(蛇拳)을 보고 사부의 허락을 받아 대만에서 장극치의 문하로 들어가 정식으로 홍가권을 수련하여 황비홍(黃飛鴻)의 직계 제자가 되어 계보에 올랐으며 이외에도 영춘권(詠春拳), 당랑권(螳螂拳), 태극권(太極拳), 팔극권(八極拳) 등을 수련하여 한국 중국무술계의 원로(元老)로서 인천에서 제자를 양성하고 있다.
필서신은 인천이 고향인 중국인(화교) 혈통으로, 중국인 부모 사이에서 1958년에 출생하였다. 어린 시절 무당파 팔괘장(八卦掌)의 고수였던 사부 유순화(劉順華)를 만나 팔괘장에 입문한 것을 시작으로 중국무술을 배우기 시작하였다. 인천에서 중국무술을 수련하던 20대 필서신은 1977년 당시 중화민국 타이완에서 열렸던 중국무술대회의 심판으로 참가한 사부 유순화를 따라가게 되었다. 그 자리에는 홍가권(洪家拳)의 일대종사였던 장커치(張克治)도 와 있었고 필서신은 장커치(장극치)가 시연한 취권(醉拳)과 사권(蛇拳)을 보고 반하여 사부의 허락을 받아 문파를 옮겨 장커치(장극치) 문하에서 정통 홍가권을 수련하기 시작하였다. 장극치로부터 황비홍(黃飛鴻)과 임가곤(林家坤, 린자쿤) 그리고 장커치(장극치)로 이어지는 정통 홍가권의 비기를 모두 전수받은 필서신은 황비홍의 직계 제자(황비홍 4대 제자)가 되었다. 또한 팔극권(八極拳)의 일대종사이자 전설적인 존재였던 이서문(李書文)의 제자였던 '산동소패왕' 유운초(劉雲樵)에게서 정통 '무단팔극권'을 전수받아 대한민국에서 유일하게 라이센스를 보유하게 되었다. 그 이외에도 브루스 리(Bruce Lee, 李小龍, 리샤오룽, 이소룡)의 스승이자 영춘권의 일대종사로 널리 알려진 예원(葉問, 섭문)의 조카이자 브루스 리(Bruce Lee)의 사형(師兄)이었던 노문금(盧文錦, 루원진)에게서 영춘권을 전수받았고 대만 청도 국술관 고도생으로부터는 당랑권을 전수받았다. 현재 자신이 출생한 고향인 대한민국 인천광역시 차이나타운 근거리에서 정무문 쿵푸 총본관이라는 무관을 운영하며 대한민국에서 제자를 양성하고 있다.
1982년 쿵푸 유학을 마치고 귀국한(인천이 고향인 그는 1983년 곧바로 경기도 김포에다 첫 쿵푸 도장을 차렸다.

## 필서신의 대련 일화
필서신이 처음 무관을 열었던 김포 지역에는 수많은 무술 도장이 있었다. 타 도장 관장들은 화교 출신 필서신을 무시하며 공공연히 시비를 걸곤 했다. 그러다 어느 날 이웃 도장의 관장이 직접 찾아와 도전장을 내밀었고 10여분간을 겨루었다고 한다. 대결 중간에 이웃 도장 관장은 갑자기 대결을 중단하며 선선히 물러났다고 한다. 며칠 뒤 그는 자신의 도장 명판(名板)을 들고 필서신을 찾아와 도장과 수련생들을 인수해달라 부탁하였다고 한다. 이러한 대결을 몇 차례 더 치르면서 필서신은 자신의 도장을 3군데까지 넓혔고 수련생들은 성황을 이루었다고 한다.

## 미디어 매체 출연
- 2001년 KBS1TV 인간극장 '무림고수를 찾아서' 1편 출연
- 2004년 중앙일보 'week & cover story 차이나타운 포인트 3' - 황비홍 4대 제자 필서신
- 2004년 KBS2TV 무한지대 큐 출연 - "황비홍 4대 제자 필서신"
- 2010년 EBSTV 한국 기행 출연
- 2010년 9월 24일 조선일보 '武林高手를 찾아서 - 취권 집대성한 황비홍의 4代 제자 필서신'
- 2007년 사건사고